# Glashütte am Sternstein

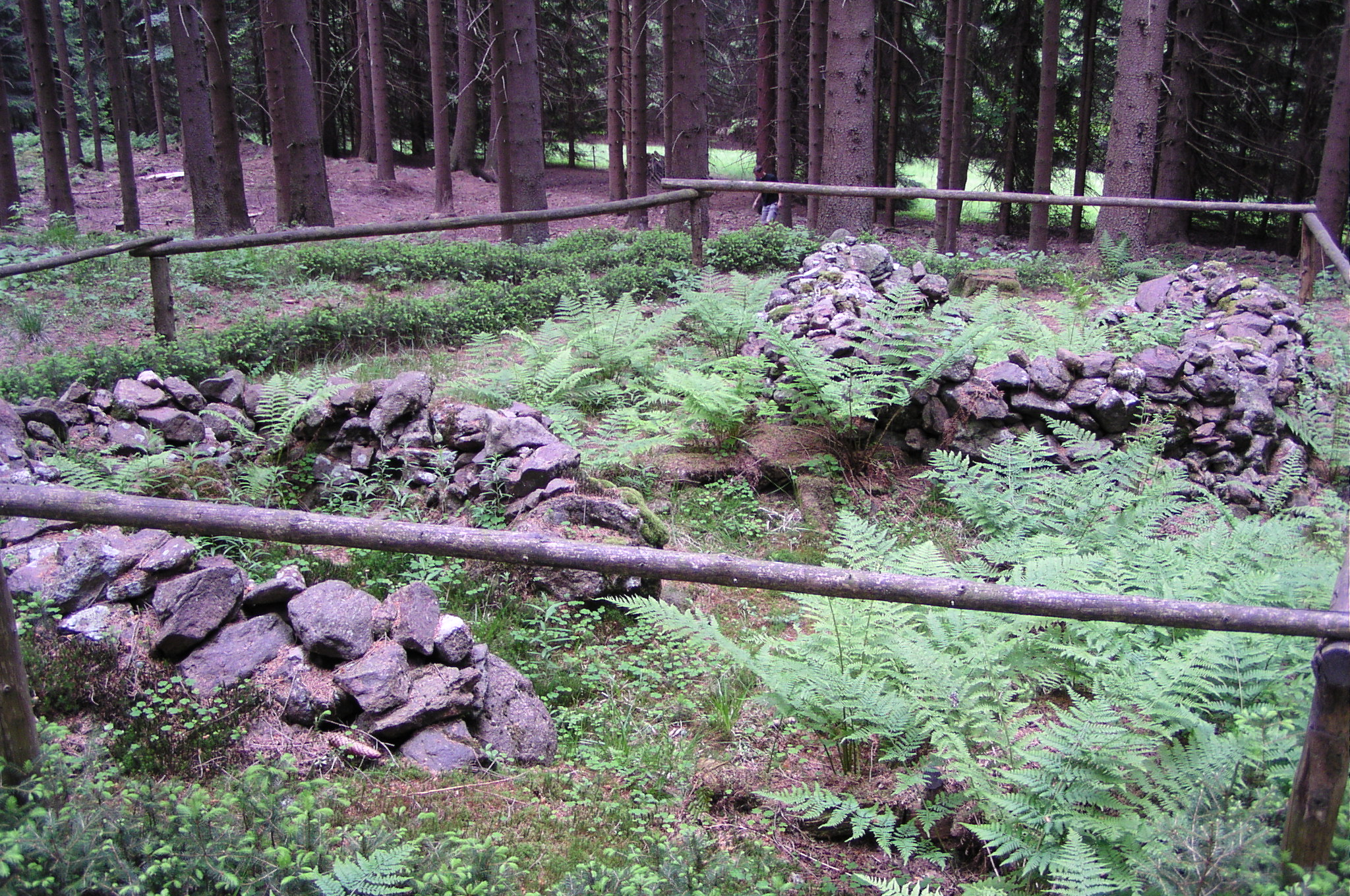
Glashütte am Sternstein, Hütte 3

Die ehemalige Glashütte am Sternstein befindet sich im Pfarrwald am Ostabhang des Sternsteins in der Stadtgemeinde Bad Leonfelden im Mühlviertel.

## Beschreibung
Die mittelalterliche Errichtung der Glasöfen ist nicht beurkundet. 1991/1992 erfolgte die Untersuchung von drei Glasöfen aus dem 14. Jahrhundert.
Die drei Glasöfen mit nun trockengelegten Steinfundamenten tragen Lehmkuppeln.